# Гертруда Шольц-Клінк
Гертруда Емма Шольц-Клінк, уроджена Тройш (нім. Gertrud Emma Scholtz-Klink (Treusch); 9 лютого 1902, Адельсгайм — 24 березня 1999, Тюбінген) — лідер (рейхсфюрерін) Націонал-соціалістичній жіночій організації.

## Біографія
Народилася в сім'ї чиновника топографічної служби. У шлюбі від першого чоловіка Фрідріха Клінка народила шістьох дітей. У 1929 році за прикладом чоловіка вступила в НСДАП, де почала займатися пропагандистською роботою серед жінок. У березні 1930 року її чоловік помер.
Незабаром її зусилля були відзначені керівництвом, в 1930 року вона була призначена гауляйтером дочірньої організації НСДАП в Бадені — Німецького жіночого ордена. Через рік їй доручили очолити відділення жіночої організації «Націонал-соціалістичні жінки» в гау Баден, а потім — в гау Гессен. У 1932 році вона вийшла заміж за ландрата Гюнтера Шольца.
Після приходу до влади в Німеччині НСДАП кар'єра Гертруди Клінк-Шольц швидко пішла вгору. Заступництво їй надавав імперський намісник у Бадені Роберт Вагнер. У 1933 році Вагнер призначив її референтом з жіночих питань в баденському міністерстві внутрішніх справ. У 1934 році Клінк-Шольц стала імперською керівницею Націонал-соціалістичній жіночій організації, головою її дочірньої організації «Німецькі жінки» і імперського жіночого союзу Німецького Червоного Хреста. Крім того, вона очолила жіночий відділ Німецького трудового фронту і нетривалий період була керівницею Добровільної жіночої служби праці. Організації проводили різну виховну роботу серед жінок.
У 1935 році Шольц-Клінк стала членом Експертного комітету з демографічної і расової політики при Міністерстві внутрішніх справ. Комітет був основним дорадчим органом у цій галузі. У 1936 році Шольц-Клінк створила відділ «расової політики» в організації «Німецькі жінки». З 1935 року експерти (такі, як глава Бюро расової політики нацистської партії) проводили інструктаж керівників Націонал-соціалістичній жіночій організації на цю тему в Берлінському університеті політичних наук. Членами Націонал-соціалістичної жіночої організації та організації «Німецькі жінки» не могли бути єврейки і хворі жінки ( «невиліковно хворі» і ті, які страждали розумовими розладами). 
У 1938 році Шольц-Клінк розлучилася з чоловіком і через два роки вступила в третій шлюб з обергруппенфюрером СС Августом Гайсмаєром. Гайсмаєр був інспектором елітних нацистських шкіл-інтернатів в Пруссії і батьком шістьох дітей.
Шольц-Клінк з Гайсмаєром під час штурму Берліна втекли зі столиці, але влітку 1945 року були затримані в радянському таборі для військовополонених під Магдебургом, звідки незабаром втекли. За допомогою німецької принцеси Пауліни Вюртемберзької пара оселилася в Бебенгаузені поруч з Тюрінгією, де наступні три роки вони прожили під іменами Генріха і Марії Штукенброк. 28 лютого 1948 року подружжя були впізнані і заарештовані. 14 квітня того ж року французький військовий суд засудив Гертруду до 18 місяців у в'язниці за звинуваченням у підробці документів. 5 травня 1950 року її вирок був переглянутий і вона була додатково засуджена до 30 місяців трудового табору і грошового штрафу. На 10 років вона втратила права працювати вчителем і журналістом, а також повністю була позбавлена політичних і виборчих прав.
У 1953 році звільнилася і повернулася в Бебенгаузені. З 1953 року до своєї смерті в 1999 році Шольц-Клінк проживала під Тюбінгеном. Активно виступала з пропагандою нацистських ідей.

## Оцінки сучасників
«З фрау Шольц-Клінк було важко мати справу. Коли люди ставилися до неї як до жінки, вона перетворювалася в фюреріну, а коли вони поводились в її присутності відповідно до її офіційного статусу, раптом згадувала, що вона жінка. Це нагадувало гру в хованки з легким еротичним відтінком, і, хоча вона намагалася справити приємне враження, я був радий, коли вона нарешті перетнула кордон.» (Ойген Долльманн)

## Нагороди
- Золотий партійний знак НСДАП (листопад 1936)
- Золотий почесний знак Гітлер'югенду (1937)
- Золотий почесний хрест німецької матері (1944)